# 卜拉欣·迪亞斯
卜拉欣·阿卜杜勒-卡德尔·迪亚斯（西班牙語：Brahim Abdelkader Díaz，發音：[bɾaˈin ˈdi.aθ]；1999年8月3日—），簡稱卜拉欣（Brahim），是一名摩洛哥职业足球員，司职前腰或右边锋，現時效力於西甲俱樂部皇家馬德里，亦是摩洛哥國家足球隊队員之一。

## 俱樂部生涯

### 馬拉加與曼城
卜拉欣在其家鄉球隊馬拉加開始球員生涯，之後在2015年以16歲之齡轉會費20萬歐元加盟曼城青年隊。2016年9月21日，他達成個人的曼城首次亮相，在英格蘭足球聯賽盃對陣斯旺西城的比賽中於80分鐘入替基利治·伊恩拿祖登場。五天後，卜拉欣與其球隊簽下首份職業合約，為期三年。
2017年11月21日，卜拉欣在對陣飛燕諾的比賽中於傷停補時入替拉希姆·斯特林，上演自己的首場歐聯處子秀。同年12月9日，他首次在職業球隊中先發上場，在聯賽盃對陣萊斯特城的比賽中幾乎打滿全場，在88分鐘才被換下。2018年1月20日，他在對上紐卡索聯的比賽中達成舍人首次英超亮相，該場比賽「藍月亮」以3–1 全取三分。同年5月13日，曼城確定在2017–18球季英超封王，卜拉欣也因此獲得一枚獎牌，但該季他只登場過4次。
2018年8月5日，卜拉欣在2–0戰勝切爾西的社區盾比賽中於最後15分鐘代替菲爾·福登上陣。該季晚些時候，他打進自己在曼城的第一顆進球，助球隊於同年11月1日擊敗富勒姆全取三分。

### 皇家馬德里
在轉會新聞紛飛，加上與曼城的合同將於2019年6月到期等因素下，卜拉欣在2019年1月加盟皇家馬德里，轉會費為1550萬英鎊（1700萬歐元）。他的合約為期六年，其中包括若表現出色的話轉會費將升值至2200萬英鎊（2400萬歐元）的潛在條款。若皇馬在未來賣走卜拉欣，曼城亦可根據該合同分得15%的轉會費，而如果賣家是另一支曼徹斯特球隊的話，曼城更可獲得達40%的轉會費。
卜拉欣在2019年1月9日首次在皇馬亮相，以替補身份助球隊以3–0在西班牙國王盃對陣利根尼斯的比賽中大勝一場。其聯賽首秀則在四天後出現，並再從板凳出發，該場賽事皇馬以2–1戰勝贝蒂斯。同年5月12日，卜拉欣攻入其首個西甲進球，惜該場比賽皇馬以1–3敗給皇家蘇斯達。

### AC米蘭
2020年9月4日，皇家馬德里同意卜拉欣下個賽季租借至AC米蘭，直到2021年6月30日。
2020年9月21日，卜拉欣在球隊對上波隆那的主場比賽中首次亮相。
2020年10月22日，卜拉欣在歐洲聯賽分組賽對陣塞爾提克的比賽中踢進一球，幫助球隊以3-1獲勝。
2021/22球季，卜拉欣改穿改投國際米蘭的土耳其國腳中場哈坎·恰尔汗奥卢留下的10號球衣。2022/23球季結束後，2023年6月10日，皇馬宣佈回收卜拉欣，結束3年的外借AC米蘭生涯。

## 國家隊生涯
卜拉欣在西班牙出生，父母皆來自梅利利亞，但同時因為其祖母的關係亦可代表摩洛哥出战。卜拉欣在青年國家隊中選擇代表西班牙，並在16歲時入選西班牙U-17国青队，而其在2016年欧青赛中的表現更获得了来自媒体及球迷的贊賞。
在友誼賽西班牙4-0擊敗立陶宛，迪亞斯完成西班牙國家隊首秀並破門。

## 比賽風格
迪亞斯是一個盤球技術超眾的進攻球員，其突破速度也可使他客串左右翼鋒，且也射術精湛。但由於他身材單薄，很易被高大的防守球員截停，這便是1對1技術對決的時候。迪亞斯不太會回防，但其控球在腳和組織能力大大幫助了球隊。

## 生涯數據
最後更新：2020年2月6日
| 俱樂部         | 球季     | 聯賽     | 聯賽 | 聯賽 | 盃賽 | 盃賽 | 聯賽盃 | 聯賽盃 | 州際賽 | 州際賽 | 其他 | 其他 | 總計 | 總計 |
| 俱樂部         | 球季     | 聯賽     | 上陣 | 進球 | 上陣 | 進球 | 上陣   | 進球   | 上陣   | 進球   | 上陣 | 進球 | 上陣 | 進球 |
| -------------- | -------- | -------- | ---- | ---- | ---- | ---- | ------ | ------ | ------ | ------ | ---- | ---- | ---- | ---- |
| 曼城           | 2016–17  | 英超     | 0    | 0    | 0    | 0    | 1      | 0      | 0      | 0      | —    | —    | 1    | 0    |
| 曼城           | 2017–18  | 英超     | 5    | 0    | 1    | 0    | 1      | 0      | 3      | 0      | —    | —    | 10   | 0    |
| 曼城           | 2018–19  | 英超     | 0    | 0    | 0    | 0    | 3      | 2      | 0      | 0      | 1    | 0    | 4    | 2    |
| 曼城           | 總計     | 總計     | 5    | 0    | 1    | 0    | 5      | 2      | 3      | 0      | 1    | 0    | 15   | 2    |
| 皇家馬德里     | 2018–19  | 西甲     | 9    | 1    | 2    | 0    | —      | —      | 0      | 0      | —    | —    | 11   | 1    |
| 皇家馬德里     | 2019–20  | 西甲     | 6    | 0    | 3    | 1    | —      | —      | 1      | 0      | 0    | 0    | 10   | 1    |
| 皇家馬德里     | 總計     | 總計     | 15   | 1    | 5    | 1    | —      | —      | 1      | 0      | —    | —    | 21   | 2    |
| AC米蘭（外借） | 2020–21  | 意甲     | 5    | 1    | 0    | 0    | —      | —      | 5      | 2      | 0    | 0    | 10   | 3    |
| 生涯總計       | 生涯總計 | 生涯總計 | 25   | 2    | 6    | 1    | 5      | 2      | 9      | 2      | 1    | 0    | 46   | 7    |

1. ↑  英格蘭足總盃，西班牙國王盃
2. ↑  英格蘭足球聯賽盃
3. ↑  歐冠
4. ↑  英格蘭社區盾

### 國家隊進球
最後更新：2021年6月8日
| #  | 日期       | 比賽場地                           | 對手   | 比分 | 賽果 | 賽事   |
| -- | ---------- | ---------------------------------- | ------ | ---- | ---- | ------ |
| 1. | 2021.06.08 | 西班牙, 萊加內斯, 布塔克爾市政球場 | 立陶宛 | 2-0  | 4-0  | 友誼賽 |

## 榮譽
曼城
- 英超：2017–18[28]、2018–19
- 英格蘭社區盾：2018[11]、2019
- 英格兰联赛杯：2018、2019
- 英格兰足总杯：2019

 皇家馬德里
- 西班牙甲組足球聯賽 冠軍：2019–20、2023–24
- 西班牙超級盃 冠軍 : 2019–20年、2023–24
- 歐洲聯賽冠軍盃冠軍：2023–24
- 欧洲超级杯 冠軍 ：2024

 AC米蘭
- 意大利足球甲级联赛冠軍：2021-22賽季

### 西班牙U17
- 歐洲U-17足球錦標賽亞軍：2016（英语：2016 UEFA European Under-17 Championship）[29]

## 外部連結
- 皇家馬德里個人資料頁（页面存档备份，存于）
- Soccerway資料庫：卜拉欣·迪亞斯
- 卜拉欣·迪亞斯－UEFA國際賽競賽紀錄